# Les Rochers dans le ciel
Les Rochers dans le ciel est une œuvre de l'artiste français Didier Marcel. Il s'agit d'une installation érigée en 2012 lors du prolongement de la ligne de tramway T3a à Paris, en France.

## Description
L'œuvre consiste en cinq épreuves en résine polyester obtenues par moulage de blocs de calcaire bruts d’une masse de 4 à 5 tonnes, extraits directement d’une carrière. L’irréalité de la situation est accentuée par le flottement de ces masses prosaïques sur des mâts fins d'une hauteur de 7 mètres, au fini noir brillant, qui perturbent la perception de la gravité.
Selon l'auteur, l'œuvre est inspirée d'une photographie qu'il a réalisée au bord d'une route près de Bourges en 2000, sur laquelle des nuages bas se déplaçaient sur la plaine.

« L’art constitue un écart avec le réel, une forme d’artefact, qui a pour vocation de faire surgir la puissance évocatrice des choses que l’on observe. »

— Didier Marcel

## Historique
Les Rochers dans le ciel est une commande publique, l'une des œuvres réalisées dans le cadre du prolongement de la ligne 3 du tramway parisien. Elle est installée en 2012.
L’œuvre occupait depuis 2012 un terre-plein sur la place Farhat-Hached au débouché de l'avenue de France sur le boulevard du Général-d'Armée-Jean-Simon, à côté de l'arrêt Avenue de France de la ligne de tramway T3a, au sud-est du 13e arrondissement de Paris.
Elle a été retirée de cet emplacement en septembre 2017 pour être implantée devant l'entrée du parc Kellermann sur le boulevard Kellermann.

## Artiste
Didier Marcel (né en 1961) est un artiste français.